# 鬼北町
鬼北町（日语：／ Kihoku chō）是日本愛媛縣南予地方的町，屬於北宇和郡，東邊與高知縣接壤。轄區地處四萬十川的支流廣見川的流域，境內約85.2%的面積被山林覆蓋。因位於座落在宇和島市的鬼城山北方，於是命名為「鬼北」。當地以林業和水稻種植為主要產業，水稻為最大宗，而林業逐年衰退。漁業方面主要以廣見川為活動區域，可捕獲香魚、鰻魚、中華絨螯蟹、石斑魚、大口櫻鱒、歐洲鯉等淡水魚類。
鬼北町年均溫為15.8度，年降水量約為2160毫米。由於當地多為山岳與盆地地形，境內日夜溫差大，冬季寒冷且夏季高溫多雨。

## 人口
| 鬼北町人口分布圖 |                                               |  |
| 鬼北町與日本全國年齡別人口分布比較圖 （2005年資料） | 鬼北町的年齡、男女別人口分布圖 （2005年資料） |  |
| ■紫色是鬼北町 ■綠色是全国 | ■藍色是男性 ■紅色是女性                       |  |
| 鬼北町人口變化 \| 1970年 \| 16,788人 \| \| \| 1975年 \| 15,667人 \| \| \| 1980年 \| 15,602人 \| \| \| 1985年 \| 14,970人 \| \| \| 1990年 \| 14,174人 \| \| \| 1995年 \| 13,706人 \| \| \| 2000年 \| 13,080人 \| \| \| 2005年 \| 12,432人 \| \| \| 2010年 \| 11,633人 \| \| \| 2015年 \| 10,705人 \| \| \| 2020年 \| 9,682人 \| \| |                                               |  |
| 資料來源：日本總務省統計中心提供之人口普查數據 |                                               |  |
| 1970年 | 16,788人                                      |  |
| 1975年 | 15,667人                                      |  |
| 1980年 | 15,602人                                      |  |
| 1985年 | 14,970人                                      |  |
| 1990年 | 14,174人                                      |  |
| 1995年 | 13,706人                                      |  |
| 2000年 | 13,080人                                      |  |
| 2005年 | 12,432人                                      |  |
| 2010年 | 11,633人                                      |  |
| 2015年 | 10,705人                                      |  |
| 2020年 | 9,682人                                       |  |

## 歷史

### 行政區劃變遷
參見：
- 1889年12月15日：實施町村制，現在的轄區在當時分屬北宇和郡：旭村、好藤村（日语：好藤村）、愛治村（日语：愛治村）、泉村（日语：泉村 (愛媛県)）、三島村（日语：三島村 (愛媛県北宇和郡)）、日吉村（日语：日吉村 (愛媛県北宇和郡)）。
- 1941年11月10日：旭村改名並改制為近永町（日语：近永町）。
- 1955年3月31日：好藤村、愛治村、近永町、泉村、三島村合併為廣見町（日语：広見町 (愛媛県)）。
- 2005年1月1日：廣見町和日吉村合併為鬼北町。

### 變遷表
| 1889年4月1日 | 1889年 - 1926年 | 1926年 - 1954年                   | 1955年 - 1989年            | 1989年 - 現在             | 現在                      |
| ------------ | --------------- | --------------------------------- | -------------------------- | ------------------------- | ------------------------- |
| 旭村         | 旭村            | 1941年11月10日 改名並改制為近永町 | 1955年3月31日 合併為廣見町 | 2005年1月1日 合併為鬼北町 | 2005年1月1日 合併為鬼北町 |
| 好藤村       |                 |                                   | 1955年3月31日 合併為廣見町 | 2005年1月1日 合併為鬼北町 | 2005年1月1日 合併為鬼北町 |
| 愛治村       |                 |                                   | 1955年3月31日 合併為廣見町 | 2005年1月1日 合併為鬼北町 | 2005年1月1日 合併為鬼北町 |
| 泉村         |                 |                                   | 1955年3月31日 合併為廣見町 | 2005年1月1日 合併為鬼北町 | 2005年1月1日 合併為鬼北町 |
| 三島村       |                 |                                   | 1955年3月31日 合併為廣見町 | 2005年1月1日 合併為鬼北町 | 2005年1月1日 合併為鬼北町 |
| 日吉村       |                 |                                   |                            | 2005年1月1日 合併為鬼北町 | 2005年1月1日 合併為鬼北町 |

## 交通

### 鐵路
- 四國旅客鐵道
  - 予土線：深田車站 - 近永車站 - 出目車站

## 觀光資源
- 成川溪谷
- 節安故鄉之森
- 轟之甌穴群

## 教育
鬼北町共有6所小學，2所中學，1所高中。愛媛縣立北宇和高等學校另設有「三間分校」，不過已規劃在2027年整併。

## 本地出身人物
- 奧島孝康：前早稻田大學校長
- 芝正：前職業棒球選手
- 高田康太郎 ：漫畫家
- 兵頭精：日本第一位女性飛行員[10]

## 外部連結
- （日語） 鬼北町商工會 （页面存档备份，存于）